# Gabrielle Carteris
Gabrielle Anne Carteris (Scottsdale (Arizona), 2 januari 1961) is een Amerikaanse actrice. Ze werd vooral bekend door haar rol van Andrea Zuckerman in de Amerikaanse serie Beverly Hills 90210.
Ze heeft een tweelingbroer James. Een half jaar na hun geboorte gingen hun ouders Ernest Carteris en Marlene Carteris uit elkaar. Marlene verhuisde met de kinderen naar San Francisco. Op de highschool in Marin County was ze een introverte leerling die boeken las en aan ballet deed. In 1983 behaalde ze haar diploma aan Sarah Lawrence College. Ze speelde enkele rollen, onder andere in de soap Another World.
In 1990 startte ze in de rol van Andrea Zuckerman in de serie Beverly Hills 90210. In het vijfde seizoen werd Carteris zwanger. Dit leidde ertoe dat het personage Andrea eveneens zwanger werd en na het vijfde seizoen uit de serie werd geschreven. Ze verscheen nog wel in de special Beverly Hills 90210: Ten Year High School Reunion.
Nadat Carteris de serie in 1995 had verlaten, presenteerde ze het kortlopende praatprogramma Gabrielle. Ze is tevens producer geweest van een serie Lifestories. De actrice was ook gedeeltelijk verlamd voor enkele maanden na een kwetsuur die ze opliep toen ze in 2006 de film Past Tense aan het filmen was. In 2008 verscheen ze in de televisiefilm Dan's Detour of Life. Verder speelde ze rollen in Touched by an Angel, King of the Hill, NYPD Blue en Criminal Minds.
Van 2016 tot 2021 was ze voorzitster van de entertainmentvakbond SAG-AFTRA, en in die hoedanigheid betrokken bij de President’s Task Force on Education, Outreach and Engagement.
Carteris is sinds 3 mei 1992 getrouwd met Charles Isaacs. Ze hebben samen twee dochters, Kelsey Rose (11 mei 1994) en Mollie Elizabeth (8 februari 1999).
- Bibsys: 1533887357777
- Bibliothèque nationale de France: cb15033602j (data)
- International Standard Name Identifier: 0000 0000 0541 6292
- Library of Congress Control Number: no99082388
- Nationale Bibliotheek van Israël: 987009450789405171
- Nationale Bibliotheek van Polen: a0000001766136
- Virtual International Authority File: 44583980
- WorldCat: E39PBJqFMGXvxcw6yGPCWxRHYP